# Jezioro Wieprznickie
Jezioro Wieprznickie, Wieprznica – jezioro rynnowe w Polsce, położone w województwie pomorskim, powiecie kościerskim, w gminie Kościerzyna, w mezoregionie Bory Tucholskie. 

## Opis
Powierzchnia całkowita jeziora wynosi 70,5 ha. Znajduje się na północnym zachodzie od Kościerzyny i jest połączone wąskim przesmykiem z jeziorem Garczyn. Zachodnią linią brzegową prowadzi turystyczny Szlak Kaszubski.